# Ligamento conoide
El ligamento conoide es el fascículo posterior y medial del ligamento coracoclavicular. Refuerza por tanto la articulación acromioclavicular que une la extremidad lateral de la clavícula con el borde medial del acromion en la escápula. 

## Descripción
Mide 1.25 cm de largo, está formado por una banda densa de fibras, en forma cónica, con su base dirigida hacia arriba. Se inserta por su vértice en una impresión áspera en la base de la apófisis coracoides de la escápula, medial al ligamento trapezoide; anteriormente, por su base expandida, al tubérculo conoide en la superficie inferior de la clavícula. Está en relación, frontalmente, con los músculos subclavio y deltoides; detrás, con el músculo trapecio.